# Heather Owen
Heather Owen (Moscow, 6 maggio 1976) è un'ex cestista statunitense, professionista nella WNBA.

## Carriera
Ha disputato due stagioni con le Washington Mystics.